# شمال‌سوسمار
شمال‌سوسمار (نام علمی: Borealosuchus) نام یک سرده از راسته تمساح‌سانان است.